# Neuroevoluzione
La neuroevoluzione è una forma di machine learning e denota l'uso degli algoritmi genetici, o di altri metodi e tecniche evolutive, nella messa a punto delle reti neurali artificiali, per quanto riguarda sia l'architettura della rete (cioè la sua struttura intesa come numero di nodi e numero di connessioni tra i nodi stessi), sia i parametri relativi (ossia i pesi delle connessioni tra i nodi). Un metodo neuroevolutivo degno di nota è quello proposto nel 2002 da Ken Stanley, denominato NEAT (NeuroEvolution of Augmenting Topologies), e basato su un processo di graduale incremento della complessità strutturale delle reti che si propongono di risolvere un problema assegnato (tipicamente un problema di reinforcement learning). A partire da reti estremamente semplici, in quanto completamente prive di neuroni intermedi, la procedura in questione sembra avere maggiori possibilità di determinare soluzioni efficaci e robuste rispetto a metodi analoghi, che però partono da topologie predeterminate o comunque casuali. I tre princìpi fondamentali su cui si basa il NEAT sono i seguenti:
1. il primo principio è l'omologia: il NEAT codifica ciascun nodo e ciascuna connessione della rete attraverso un gene. Ogni volta che una mutazione strutturale sfocia nella creazione di un nuovo gene, quel gene riceve un contrassegno numerico che lo rende permanentemente rintracciabile. Tale marcatura storica è utilizzata in seguito per verificare la conciliabilità di geni omologhi durante l'operazione di crossover, e per definire un operatore di compatibilità;
2. il secondo principio è la protezione dell'innovazione. L'operatore di compatibilità definito in precedenza è adoperato per dividere la popolazione, composta da reti neurali, in specie differenti, allo scopo di proteggere le soluzioni innovative da un'eliminazione prematura, e di prevenire l'incrocio di materiale genetico incompatibile. Tali innovazioni strutturali presentano una significativa possibilità di raggiungere il loro pieno potenziale, in quanto protette dal resto della popolazione attraverso la suddivisione in specie, cioè la creazione di nicchie o spazi riservati;
3. da ultimo, il principio secondo cui la ricerca di una soluzione dovrebbe avvenire nel più piccolo spazio possibile (inteso come numero di dimensioni), da espandere poi in maniera graduale. Cominciando il processo evolutivo da una popolazione di elementi a struttura minima, le successive mutazioni topologiche comportano l'aggiunta di nuovi nodi e connessioni alle reti, conducendo pertanto ad una crescita incrementale della popolazione stessa. Dal momento che solo le modifiche strutturali vantaggiose tendono a sopravvivere nel lungo termine, le topologie che vengono raffinate tendono ad essere le minime necessarie alla soluzione del problema assegnato.